# Horloge astronomique avec sphère mobile terrestre et céleste
L'horloge astronomique avec sphère mobile terrestre et céleste est une horloge astronomique mobile comportant une sphère armillaire, réalisée par Pierre de Fobis, un horloger français, entre 1540 et 1550. Elle a été réalisée en bronze doré et comporte des éléments d'argent et de verre, et mesure 55,6 cm de haut. Elle était composée de 3 sphères, dont seule la sphère centrale tourne sur-elle même toutes les 23 heures et 56 minutes. L'horloge inclut également certains éléments astrologiques pour la réalisation d'horoscopes. Plusieurs éléments de l'horloge manquent.
Elle a longtemps fait partie de la collection privée des Rothschild, avant que ceux-ci ne l'exposent depuis 1948 au Kunsthistorisches Museum, jusqu'à sa vente en 1999 pour 276 500 £. Elle appartient ensuite à la galerie Kugel à Paris. 
Elle se distingue, par son travail d'exécution, sa complexité, ainsi que par l'utilisation des dernières connaissances géographiques de l'époque notamment sur la représentation de l'Amérique sur la sphère centrale,. 